# Cnemaspis nicobaricus
Cnemaspis nicobaricus — вид ящірок з родини геконових (Gekkonidae). Описаний у 2020 році.

## Поширення та екологія
Ендемік Нікобарських островів на півночі Індійського океану (належать до Індії). Виявлений на островах Великий Нікобар та Малий Нікобар. Трапляється у вічнозелених лісах, людських житлах і плантаціях. Більшість особин цього виду спостерігалися на стовбурах дерев на висоті нижче 2 м від землі, а також на опорах і чагарниках. Деякі були помічені вздовж водопропускних труб уздовж доріг. Активні як вдень, так і вночі. Молодняк спостерігався в липні.

## Опис
Вид характеризується малим розміром тіла (27,64 — 31,08 мм SVL); наявністю чотирьох збільшених конічних горбків на боках; 2-ми постменталами, відокремленими один від одного однією лускою; наявністю 2-3 внутрішніх носових, 6-7 надгубних, 8 підгубних лусочок; 16-18 підпальцевих пластинок під IV пальцем; гладкою грудною, черевною і стегновою лускою; наявністю 3-х стегнових пор на кожному стегні; відсутністю преклоакальних пор і підхвостовою лускою неправильної форми невеликого розміру.